# Tanja Grießbaum
Tanja Hellmann geborene Grießbaum (* 11. Februar 1992 in Baden-Baden) ist eine deutsche Berg- und Langstreckenläuferin. 2012 wurde sie Deutsche Junioren-Berglaufmeisterin.

## Ausbildung und Beruf
Grießbaum machte 2011 am Pamina Gymnasium in Herxheim ihr Abitur. Anschließend absolvierte sie ein Freiwilliges Soziales Jahr im Sport bei der Sportjugend Pfalz. 2012 begann Grießbaum ihr Studium an der Cardiff Metropolitan University in International Business Management in Cardiff (Wales). Dieses schloss sie 2015 erfolgreich mit dem Abschluss Bachelor of Arts ab. Bis Juni 2017 arbeitete sie als Assistentin der Geschäftsleitung in einem Unternehmen für grabenlose Rohrleitungen in Rohrbach. Seit Juli 2017 ist sie in einem Softwareunternehmen in Kandel beschäftigt.

## Sportlicher Werdegang
Mit 12 Jahren nahm sie erstmals an einem 10-km-Lauf teil und lief sofort Pfalzrekorde in allen Jugendaltersklassen W12 bis W15. Die Rekorde in den Klassen WU18, WU20 und Frauen kamen hinzu.  
2011 wurde sie Süddeutsche Meisterin über 5000 Meter bei den Juniorinnen. 2012 gewann sie den deutschen Juniorenmeistertitel im Berglauf sowie Bronze in der Aktivenklasse. Erstmals startete sie international bei den Berglauf-Europameisterschaften 2012 in der Türkei. Bei den deutschen 10.000-m-Meisterschaften erreichte sie im selben Jahr Platz 5. 2013 nahm sie an den Berglauf-Weltmeisterschaften in Polen teil; von etwa 100 Teilnehmerinnen belegte sie als zweitbeste Deutsche Platz 50.  
Während ihres Studiums in Cardiff (Wales) nahm sie auch den britischen Hallenmeisterschaften in Sheffield teil: Am 22. Januar 2015 belegte sie über 3000 Meter den 6. Platz. 2015 lief sie über 10 km erstmals unter 35 Minuten. Am 23. April 2016 erreichte sie bei den deutschen Halbmarathon-Meisterschaften in Bad Liebenzell den 5. Platz. 2016 wurde sie außerdem Süddeutsche Meisterin über 5000 Meter.
Insgesamt gewann sie 16 Rheinland-Pfalz-Meisterschaften.
Tanja Grießbaum startete bis 2016 für ihren Heimatverein, die LG Rülzheim. Dort wurde sie seit dem Beginn ihrer Laufkarriere von Edmund Hamburger trainiert. Seit dem 1. Januar 2017 läuft sie im Trikot der LG Region Karlsruhe und trainiert unter Günther Scheefer. Gleichzeitig wurde sie in das Team der Elbstaffel, Hamburg aufgenommen.
Am 24. Februar 2017 lief sie ihren ersten Marathon in Tel Aviv, Israel. In der Zeit von 2:51:00 h belegte sie den 3. Platz hinter zwei Afrikanerinnen. Außerdem wurde Tanja Grießbaum 2017 für die World Mountain Running Long Distance Championships nominiert. Sie startete dort im August 2017 im italienischen Premana und belegte Platz 38.

## Bestzeiten
| 800 m        | 2:22,87 min  | 10.01.2015 | Ludwigshafen (Halle) |
| 1500 m       | 4:41,03 min  | 21.05.2011 | Landau in der Pfalz  |
| 3000 m       | 9:59,93 min  | 23.01.2016 | Ludwigshafen (Halle) |
| 5000 m       | 16:48,18 min | 20.05.2016 | Karlsruhe            |
| 5 km Straße  | 16:47 min    | 03.07.2016 | Kaiserslautern       |
| 10.000 m     | 36:25,73 min | 05.05.2012 | Marburg              |
| 10 km Straße | 34:59 min    | 13.12.2015 | Rheinzabern          |
| Halbmarathon | 1:15:33 h    | 23.04.2016 | Bad Liebenzell       |
| Marathon     | 2:51:00 h    | 24.02.2017 | Tel Aviv, Israel     |